# Вольфф, Энрике
Энрике Эрнесто Вольфф (исп. Enrique Ernesto Wolff; род. 21 февраля 1949, Виктория) — аргентинский футболист, игравший на позиции защитника.

## Клубная карьера
Энрике Вольфф начинал свою футбольную карьеру в аргентинском «Расинге» в 1967 году. Вольфф выступал за «Расинг» до своего перехода в «Ривер Плейт» в 1972 году.
В 1974 году Вольфф перебрался в Испанию, в клуб «Лас-Пальмас», а 3 года спустя он перешёл в мадридский «Реал», с которым он выигрывал чемпионат Испании в сезонах 1977/1978 и 1978/1979.
Вольфф вернулся в Аргентину в 1979 году в клуб «Архентинос Хуниорс», за который сыграл всего 8 матчей, после чего прервал своюфутбольную карьеру.
2 года спустя Вольфф возвращается в футбол, выступая за «Тигре» во аргентинском Втором дивизионе.
В 1992 году Вольфф начал вести футбольное шоу Simplemente Fútbol на аргентинском телевидении.

## Международная карьера
Энрике Вольфф попал в состав сборной Аргентины на Чемпионате мира 1974 года. Однако из 6-и матчей Аргентины на турнире Вольфф появлялся в пяти, пропустив лишь вторую игру второго группового этапа против сборной Бразилии. Во всех остальных играх он появлялся в стартовом составе, отыграв все 90 минут в матчах против сборных Польши, Гаити и ГДР. Во встречах с Италией и Нидерландами его заменял защитник Рубен Глария соответственно на 60-й минуте и в перерыве между таймами. В последней игре Аргентины на чемпионате против ГДР Вольфф был капитаном команды.

## Достижения
«Реал Мадрид»
- Чемпион Испании (2): 1977/78, 1978/79